# Palolo accrescens
Palolo accrescens är en ringmaskart som först beskrevs av Hoagland 1920.  Palolo accrescens ingår i släktet Palolo och familjen Eunicidae. Inga underarter finns listade i Catalogue of Life.